# Vòng loại Giải vô địch bóng đá thế giới 2018 (play-off liên lục địa)
Vòng loại Giải vô địch bóng đá thế giới 2018 sẽ có 2 trận thi đấu vòng play-off liên lục địa (hay vòng tranh vé vớt) để xác định vòng loại hai trận cuối cùng cho giải vô địch bóng đá thế giới 2018. Các trận đấu dự kiến sẽ được diễn ra giữa ngày 6–14 tháng 11 năm 2017, và sau đó xác nhận diễn ra giữa ngày 10–15 tháng 11.

## Thể thức
Lễ bốc thăm cho vòng play-off liên lục địa đã được tổ chức như một phần của bốc thăm vòng sơ bộ giải vô địch bóng đá thế giới 2018 vào ngày 25 tháng 7 năm 2015, bắt đầu từ 18:00 MSK (UTC+3), tại Cung điện Konstantinovsky ở Strelna, Sankt-Peterburg.
Bốn đội từ 4 liên đoàn (AFC, CONCACAF, CONMEBOL, và OFC) đã được rút ra thành 2 trận. Không có hạt giống.
Trong mỗi trận, hai đội sẽ thi đấu hai lượt loại sân nhà và sân khách. Hai đội thắng vòng play-off, dựa trên tổng tỷ số, đủ điều kiện tham dự giải bóng đá vô địch thế giới 2018 ở Nga.

## Các đội tuyển vượt qua vòng loại
| Liên đoàn | Vị trí hạng                                   | Đội tuyển   |
| --------- | --------------------------------------------- | ----------- |
| AFC       | Đội thắng vòng 4 (vòng play-off tranh hạng 5) | Úc          |
| CONCACAF  | Đội xếp thứ 4 vòng 5 (6 đội tuyển)            | Honduras    |
| CONMEBOL  | Đội xếp thứ 5 vòng tròn 1 lượt                | Perú        |
| OFC       | Đội thắng vòng 3                              | New Zealand |

## Các trận đấu
Trận lượt đi sẽ thi đấu diễn ra vào ngày 10 và 11 tháng 11 năm 2017, và trận lượt về sẽ thi đấu diễn ra vào ngày 15 tháng 11 năm 2017.

### CONCACAF v AFC
| Đội 1    | TTS | Đội 2 | Lượt đi | Lượt về |
| -------- | --- | ----- | ------- | ------- |
| Honduras | 1–3 | Úc    | 0–0     | 1–3     |

| Honduras | 0–0                                 | Úc |
| -------- | ----------------------------------- | -- |
|          | Chi tiết (FIFA) Chi tiết (CONCACAF) |    |

| Úc                                    | 3–1                                                | Honduras       |
| ------------------------------------- | -------------------------------------------------- | -------------- |
| Jedinak 54', 72' (ph.đ.), 86' (ph.đ.) | Chi tiết (FIFA) Chi tiết (CONCACAF) Chi tiết (AFC) | Figueroa 90+3' |

Úc thắng với tổng tỉ số 3–1 và giành quyền tham dự World Cup 2018.

### OFC v CONMEBOL
| Đội 1       | TTS | Đội 2 | Lượt đi | Lượt về |
| ----------- | --- | ----- | ------- | ------- |
| New Zealand | 0–2 | Perú  | 0–0     | 0–2     |

| New Zealand | 0–0                                 | Perú |
| ----------- | ----------------------------------- | ---- |
|             | Chi tiết (FIFA) Chi tiết (CONMEBOL) |      |

| Perú                        | 2–0                                 | New Zealand |
| --------------------------- | ----------------------------------- | ----------- |
| - Farfán 27' - C. Ramos 65' | Chi tiết (FIFA) Chi tiết (CONMEBOL) |             |

Peru thắng với tổng tỉ số 2–0 và giành quyền tham dự World Cup 2018.

## Danh sách cầu thủ ghi bàn
3 bàn
- Mile Jedinak

1 bàn
- Maynor Figueroa
- Jefferson Farfán
- Christian Ramos